# Luis Mantilla Guerrero
Luis A. Mantilla Guerrero (Tulcán, Ecuador), fue uno de los pioneros de la aviación militar ecuatoriana. Desde joven fue reconocido por su eficiencia y capacidad técnica; en 1926 fue uno de los siete becados para asistir a la Escuela de Aviación Gabardini, en Cameri, Italia. Fue condecorado por el Congreso del Ecuador en 1951 como Precursor Nacional de la Aviación Militar. El aeropuerto de Tulcán lleva su nombre en su honor.

## Entrenamiento como piloto
No existe mucha información sobre su vida previa; sin embargo, existe constancia de sus hitos desde 1926, cuando fue elegido como uno de los siete oficiales becados para realizar el entrenamiento de piloto en Italia en la Escuela de Aviación Gabardini, la cual contaba con más de 200 aviones de adiestramiento. El entrenamiento primario lo realizaban en aviones monoplanos biplazas Gabardini y el básico en biplanos Ansaldo S.V.A.5; pasaban luego al maniobrero Hanriot HD.1, monoplaza, entrenador avanzado, y seguían con el potente SPAD S.XIII, con el que calificaban para obtener su brevet como pilotos de caza.
A finales de diciembre de 1926, todos los jóvenes oficiales ecuatorianos se habían ganado el Brevet de Piloto de Aeroplanos; sin embargo, en 1927 tres de los siete oficiales murieron en accidentes durante los entrenamientos. Los cuatro oficiales restantes, entre ellos Luis A. Mantilla, continuaron con su instrucción en la Escuela de Portorese y tuvieron actuación destacada como alumnos pilotos hasta graduarse.
Luego de haber rendido las pruebas reglamentarias para su calificación final retornaron a Ecuador en enero de 1928.

## Retorno a Ecuador
El para ese entonces Capitán Luis A. Mantilla, con el deseo de levantar la moral del Cuerpo de Aviación, realiza su primer raid entre Quito y Tulcán el 28 de febrero de 1928, cubriendo la distancia en 65 minutos, a bordo de un biplano Gabardini Alpi bautizado como NAPO.
El 1 de octubre de 1928, se accidentó y falleció el Capitán Agustín Zambrano Barreiro, reduciendo a solo tres los pilotos oficiales adiestrados en Italia (conocidos posteriormente como Los tres de Italia).
El 20 de agosto de 1930, los Capitanes Luis Mantilla y Cosme Rennella hicieron el vuelo Latacunga-Tulcán-Latacunga con 199 paquetes postales que llevaban marcado un cachet que decía: 

ADMINISTRACIÓN DE CORREOS DE LATACUNGA / PRIMER CORREO AÉREO A TULCÁN / PILOTOS DE LA AVIACIÓN MILITAR CAPITANES COSME RENNELLA Y LUIS MANTILLA.(RPP)

Esta bolsa fue lanzada en paracaídas a la Plaza Principal de Tulcán, ante la ausencia de un aeródromo apropiado, y luego los pilotos regresaron a su punto de partida.

## Escuela Militar de Aviación
Por Decreto Ejecutivo n.º 692, del 3 de julio de 1935, se creó la Escuela Militar de Aviación en la ciudad de Guayaquil, en el actual Aeropuerto José Joaquín de Olmedo, y se nombró como Director al Mayor Luis A. Mantilla.